# Yusuf Dikeç
Yusuf Dikeç, né le 1er janvier 1973 à Göksun, est un tireur sportif turc concourant en pistolet à air comprimé à 10 mètres.

## Carrière sportive
Sa carrière sportive a débuté lorsqu'il est devenu sous-officier à la retraite de la gendarmerie turque, où il a découvert sa passion pour le tir sportif.
Lors des Jeux olympiques d'été de 2024, Yusuf Dikeç a participé à l'épreuve mixte de pistolet à air comprimé de 10 mètres aux côtés de Şevval İlayda Tarhan. Leur performance leur a permis de remporter la médaille d'argent, marquant ainsi une étape historique pour la Turquie en obtenant sa première médaille olympique en tir. Ils ont été battus en finale par les tireurs serbes Damir Mikec et Zorana Arunović avec un score de 16 à 14.
Lors de cet événement, il est devenu viral sur les réseaux sociaux pour son « apparente nonchalance » et son « allure remarquablement décontractée ». Alors que la plupart de ses concurrents portaient des protections auditives volumineuses, des visières et des lunettes de tir de haute technologie, Dikeç portait un maillot qui ressemblait à un T-shirt ordinaire et des lunettes normales, avec des bouchons d'oreille à peine visibles, et tirait avec une main négligemment glissée dans la poche de son pantalon,,,,. Le perchiste Armand Duplantis mime cette attitude lors de sa célébration après avoir obtenu la médaille d'or olympique et battu son propre record du monde de saut à la perche au Stade de France,,,. Le footballeur İrfan Can Kahveci en fait de même après avoir égalisé sur coup franc face à Lille en Ligue des champions.

## Palmarès

### Jeux olympiques
- Jeux olympiques d'été de 2024 à Paris :
  -  médaille d'argent en pistolet à air comprimé à 10 m par équipe mixte

### Championnats du monde
- Championnats du monde 2014 à Grenade :
  -  médaille d'or en pistolet à feu central à 25 m
  -  médaille d'or en pistolet standard à 25 m
  -  médaille de bronze en pistolet standard à 25 m par équipe
- Championnats du monde 2023 à Bakou :
  -  médaille d'argent en pistolet à air comprimé à 10 m
  -  médaille d'argent en pistolet à air comprimé à 10 m par équipe mixte

### Coupe du monde
- Coupe du monde 2011 à Munich :
  -  médaille d'or en pistolet à air comprimé de 10 m
- Finale de la Coupe du monde 2011 à Wroclaw :
  -  médaille de bronze en pistolet à air comprimé de 10 m

- Coupe du monde 2012 à Munich :
  -  médaille de bronze en pistolet à air comprimé de 10 m
- Finale de la Coupe du monde 2012 à Bangkok :
  -  médaille de bronze en pistolet à air comprimé à 10 m

- Coupe du monde 2023 à Jakarta :
  -  médaille d'or en pistolet à air comprimé à 10 m par équipe
- Coupe du monde 2024 à Munich :
  -  médaille d'or en pistolet à air à 10 m par équipe mixte

### Championnats d'Europe
- Championnats d'Europe 2012 à Vierumaeki :
  -  médaille d'argent en pistolet à air de 10 m
- Championnats d'Europe 2013 à Osijek :
  -  médaille d'or en pistolet à feu central de 25 m
  -  médaille d'or en pistolet standard de 25 m

- Championnats d'Europe 2016 à Gyor :
  -  médaille d'or en pistolet à air de 10 m
- Championnats d'Europe 2017 à Bakou :
  -  médaille d'or en pistolet à feu central de 25 m

- Championnats d'Europe 2018 à Gyor:
  -  médaille d'or en pistolet à air à 10 m
- Championnats d'Europe 2019 à Bologne :
  -  médaille d'argent en pistolet standard de 25 m

- Championnats d'Europe 2021 à Osijek :
  -  médaille de bronze en pistolet à air
- Championnats d'Europe 2023 à Tallinn :
  -  médaille d'or en pistolet à air
  -  médaille de bronze en pistolet à air à 10 m par équipe mixte

- Championnats d'Europe 2024 à Gyor :
  -  médaille d'or en pistolet à air comprimé par équipe de trois hommes

### Jeux européens
- Jeux européens 2023 à Cracovie :
  -  médaille d'argent en pistolet à air comprimé de 10 m par équipe